# Eulithobius sphactes
Eulithobius sphactes är en mångfotingart som beskrevs av Crabill 1958. Eulithobius sphactes ingår i släktet Eulithobius och familjen stenkrypare. Inga underarter finns listade i Catalogue of Life.